# Aja (langue)
Pour les articles homonymes, voir Aja.
Ne doit pas être confondu avec Aja-gbe.
L'aja est une langue soudanique centrale parlée au Soudan du Sud par 200 personnes en 1993, elle est sur le point de s'éteindre. Elle est proche du kresh et la totalité des locuteurs de l'aja parlent aussi le kresh.